# Maria Dorotea av Württemberg

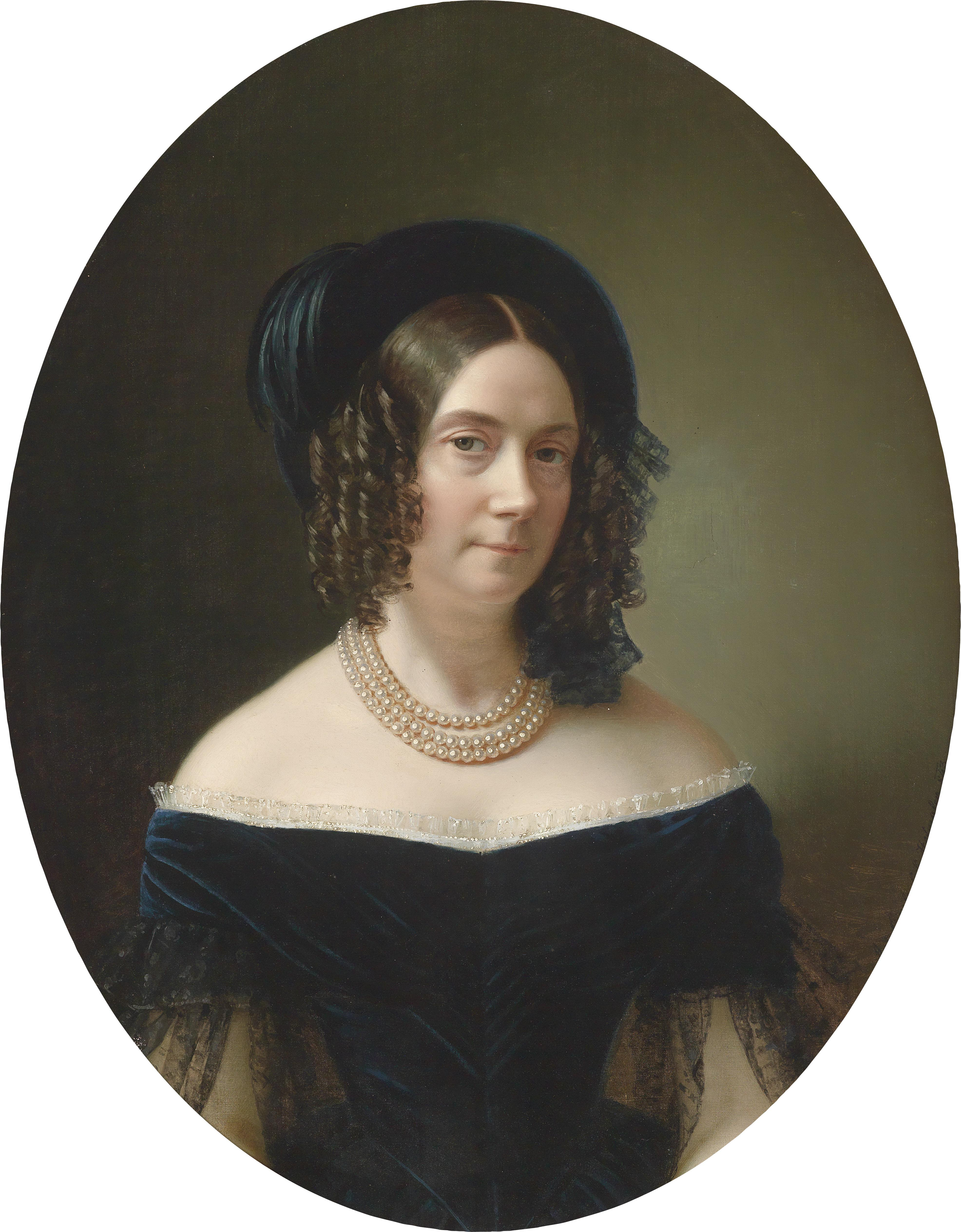
Maria Dorothea av Württemberg 1843.

Maria Dorotea av Württemberg, född 1 november 1797 i Bad Carlsruhe i Övre Schlesien i Kungariket Preussen, död 30 mars 1855 i Budapest i Österrike-Ungern, var Ungerns vicedrottning 1819–1847 som gift med Ungerns vicekung Josef Anton av Österrike.

## Biografi
Maria Dorotea var den äldsta av fem syskon födda av Ludwig av Württemberg och hans andra fru Henriette av Nassau-Weilburg. Hon föddes i Bad Carlsruhe som nu ligger i Polen och heter Pokój. Hon uppfostrades av sin guvernant Alexandrine des Écherolles.
Maria Dorotea blev den tredje frun till den ungerska vicekungen Josef Anton av Österrike när hon den 24 augusti 1819 gifte sig med honom. Hon var lutheran och hennes religion skapade en konflikt med hovet i Wien, som krävde att hennes barn skulle uppfostras till katoliker. Då maken var vicekung i Ungern bodde paret från 1819 till 1847 på Budaslottet i Budapest. Hon Dorothea engagerade sig snabbt i Ungerns angelägenheter och lärde sig tala ungerska och följde maken på många resor runt om i Ungern.
Maria Dorotea grundade en mängd välgörenhetsorganisationer. Bland hennes projekt fanns arbetshus för kvinnor, fattigskolor, barnhem och utbildningsinstitutioner. Under koleraepidemin 1830–1831 organiserade hon sjukvård och utdelning av mat i hela landet. År 1839 grundade hon ett barnsjukhus, nuvarande Semmelweis Universitet, i Budapest. Hon gynnade den lutherska kyrkan i Ungern och lät uppföra en ny luthersk kyrka i huvudstaden år 1844. Hon uppmuntrade också en engelsk protestantisk kyrkas grundande och skotsk mission bland judarna.
Efter makens död år 1847 beordrade hovet i Wien henne att genast lämna Ungern, bosätta sig i Wien och avstå från kontakt med sina barn. Hon sympatiserade med den ungerska revolten 1848–1849. Efter att revolten slagits ned försökte hon förgäves ingripa till förmån för en del av de oppositionella. Hon hade kontinuerligt hemlig kontakt med den ungersk-protestantiska församlingen.

## Barn
Maria Dorotea och Josef Anton fick 5 barn tillsammans varav tre uppnådde vuxen ålder:
1. Franziska Marie av Österrike (f. och d. 1820)
2. Alexander av Österrike (1825–1837)
3. Elisabeth Franziska av Österrike (1831–1903) gift med 1) Ferdinand av Österrike-Este  2) Karl Ferdinand av Österrike (1818–1874)
4. Josef Karl av Österrike (1833–1905) gift med Clotilde av Sachsen-Coburg-Gotha
5. Maria Henrietta av Österrike (1836–1902) gift med Leopold II av Belgien